# Consiglio Europeo delle Industrie Chimiche
Il Consiglio Europeo delle Industrie Chimiche o Cefic (dal nome francese Conseil Européen des Fédérations de l'Industrie Chimique) è la maggiore associazione di commercio per l'industria chimica. È stata fondata nel 1959 e la sua storia segue quella della creazione dell'Unione europea. Le sedi centrali sono a Bruxelles. Cefic rappresenta 29,000 grandi, medie e piccole compagnie chimiche in Europa interagendo per conto dei propri membri con istituzioni, organizzazioni non governative e media internazionali. Le compagnie chimiche contano un totale di 1,2 milioni di occupati nell'Unione Europea. 

## Storia
L'associazione è stata fondata nel 1959 con il nome di "Secrétariat International des Groupements Professionnels des Industries Chimiques des Pays de la CEE (S.I.I.C)". Due anni dopo fu creato il Conseil Européen des Fédérations de l'Industrie Chimique (Cefic). Parallelamente le industrie chimiche dei paesi dell'EFTA cominciarono ad organizzarsi. Le due organizzazioni si fusero nel 1972 sotto il nome di Cfic che meglio rappresenta gli interessi delle industrie chimica a livello internazionale.
Nel 1990 l'associazione cambiò il proprio nome in Consiglio Europeo delle Industrie Chimiche per riflettere le integrazioni delle compagnie chimiche, l'acronico Cefic rimase comunque invariato.

## Obiettivi
Cefic rappresenta l'intera gamma di prodotti chimici. 
Cefic comprende: 
- sei programmi orizzontali
- quattro industrie di settore -
- una unità di servizio (finanza e amministrazione)-
- una unità Internazionale di Gestione delle sostanze Chimiche.

## Presidenti
- Bryan Sanderson (1998-2000) [1]
- Jean-Pierre Tirouflet (2000-2002) [2]
- Eggert Voscherau (2002-2004) [3]
- Peter Elverding (2004-2006) [4]
- François Cornelis (2006-2008)[5]
- Christian Jourquin (2008-2010)[6]
- Giorgio Squinzi (2010-2012)[7]
- Kurt Bock (2012-2014)[8]
- Jean-Pierre Clamadieu (2014-2016)[9]
- Hariolf Kottmann (2016-2018)[10]
- Daniele Ferrari (2018-2020)[11]
- Martin Brudermüller (2020- )[12]